# Ернст Щадлер
Ернст Щадлер (на немски: Ernst Stadler) е немски поет, критик, есеист и преводач, роден в Колмар, Елзас, на границата между Германия и Франция.

## Живот
Щадлер израства в семейството на прокурор и настоятел на университета в Щрасбург (днес Страсбург). Следва германистика, романистика и сравнително езикознание в университетите на Щрасбург и Мюнхен.
Съвсем млад Щадлер публикува стихове и критически статии върху съвременната му немска литература – главно в експресионистичното списание „Ди Акцион“. Влияние му оказват Фридрих Ницше, Рихард Демел, Детлев фон Лилиенкрон и Арно Холц. След доброволна едногодишна военна служба в Елзаската полева артилерия в Щрасбург Щадлер подхваща академично поприще. През 1906 г. прави докторат върху „Парцифал“ на Волфрам фон Ешенбах и получава стипендия от Оксфордския университет, където подготвя хабилитационен труд върху „Виланд и неговите преводи на Шекспир“ (1910).
Поетът получава покана и става доцент, а скоро след това и професор по германистика в Свободния университет в Брюксел. Предложената му професура в Торонто, Канада е осуетена от избухването на Първата световна война. Преди да бъде мобилизиран, Щадлер успява да изнесе две лекции в Щрасбург, където се сближава с философа и социолога Георг Зимел. Поетът намира смъртта си като артилерийски офицер още в първите дни на сраженията в Белгия.

## Творчество
Ранните неоромантически творби на Ернст Щадлер, събрани в книгата му „Прелюдии“ (1904), възникват като отзвук на естетическите светове на Стефан Георге и Хуго фон Хофманстал, но също и под влиянието на Уолт Уитман и на френските символисти. Постепенно поезията на Щадлер се изпълва със социален патос и жизнеутвърждаване в стремежа му към духовно обновление на модерния човек и културно сътрудничество между европейските народи – особено между Германия и Франция. Най-значимата стихосбирка на Ернст Щадлер носи
заглавието „Бунт“  (1914) в стила на ранния експресионизъм, чиито изявени представители наред с него стават Георг Хайм и Георг Тракл. „Аз съм само пламък, жажда и вик, и пожар...“ изрича Щадлер в характерния за него дълъг поетичен слог.
Тежка вечер
Вратите на небето са отворени за мрака,

Безшумно се излива той, като в бездънен кратер

Страната смачква. Сенките напират като вятър

От рохкавите, с нощ налети, пори на земята.

Тополите, едва докоснати от слънце в зрака,

Напомнят черни кръстове, побити сред полето.

Нивята се простират сиви – грозни, страховити.

Нощта струи от облачните ями, над гората

Повяват вече хладни вихри, в сумрака превити,

Зелени върбалаци, в тях издъхва, хъхри, ето,

Оцъкля се последният светлик.

1914 